# 图德拉的本杰明
图德拉的本杰明是一位中世纪犹太人旅行家，生于纳瓦拉王国图德拉，在12世纪早于马可波罗一百年游历了欧洲、非洲和亚洲，本杰明知识渊博并掌握许多语言，是中世纪地理学和犹太人历史的重要人物。